# Guarda Rural
El Guarda Rural antiguamente conocido como Guarda Particular de Campo es una figura estatal, y ejerce funciones de vigilancia y protección de la propiedad en las fincas rústicas en España tanto en las fincas privadas como personal de seguridad privada, como también en fincas y zonas rurales públicas. Esta figura la crea Fernando VI que dictó una ordenanza en el año 1748 que, en su artículo 25, nombra a los 'guardas de Campo y Monte' como los encargados de denunciar a los taladores, causantes de incendios, e introductores de ganados plantíos, procurándose de que dichos guardas fueren hombres de buena opinión, fama y costumbres.
Este Decreto de Fernando VI crea y regula al Guarda Rural que su trabajo es con cargo al erario público colectivos que tienen la consideración de Administración.
No sería hasta 1849, cuando Isabel II promulgó una Orden por la que se creaba el Guarderío Rural, tanto público como privado mediante Real Orden creara el 8 de noviembre de 1849 el reglamento que regulaba a los Guardas Rurales (que la nueva Ley en ciernes 2013-2014 adjetiva así de nuevo) con el cometido de ayudar al aseguramiento de la paz y el Orden en los Campos.
Publicado en la Gaceta de Madrid nº 5581 de sábado 10 de noviembre de 1849.
http://www.boe.es/datos/pdfs/BOE/1849/5581/A00001-00002.pdf
Los guardas celebran esta fecha como inicio del sistema actual de seguridad privada Español.

## Marco Regulador
- Ley 5/2014, de 4 de abril, de Seguridad Privada.[2]

- Real Decreto de 14 de septiembre de 1882 por el que se aprueba la Ley de Enjuiciamiento Criminal, artículo 283.[3]

```
 
Constituirán la Policía Judicial y serán auxiliares de los Jueces y Tribunales competentes en materia penal y del Ministerio Fiscal, quedando obligado a seguir las instrucciones que de aquellas autoridades reciban afectos de la investigación de los delitos y persecución de los delincuentes.
 Punto sexto: 
Los Guarda de montes, campos y sembrados jurados o confirmados por la Administración.
```

- Ley Orgánica 10/1995, de 23 de noviembre, del Código Penal en los artículos 554.3. y 556.1.[4]

```
 
Artículo 554.3.

 También se impondrán las penas de los artículos 550 y 551 a quienes acometan, empleen violencia o intimiden gravemente:
 Punto b) Al personal de seguridad privada, debidamente identificado, que desarrolle actividades de seguridad privada en cooperación y bajo el mando de las Fuerzas y Cuerpos de Seguridad.
```

```
 Artículo 556.1.
 Serán castigados con la pena de prisión de tres meses a un año o multa de seis a dieciocho meses, los que, sin estar comprendidos en el artículo 550, resistieren o desobedecieren gravemente a la autoridad o sus agentes en el ejercicio de sus funciones, o al personal de seguridad privada, debidamente identificado, que desarrolle actividades de seguridad privada en cooperación y bajo el mando de las Fuerzas y Cuerpos de Seguridad.
```

- Ley 1/1970, de 4 de abril, de caza, artículo 40.[5]

```
 
Artículo 40. Del cuidado y policía de la caza.

 1. Las autoridades y sus agentes, y en particular la Guardia Civil, la Guardería del Servicio de Pesca Continental, Caza y Parques Nacionales, la Guardería Forestal del Estado, la Guardería del Patrimonio Forestal del Estado, los Guardas de las Reservas y Refugios Nacionales de Caza, los Guardas jurados de la Guardería Rural de las Hermandades de Labradores y Ganaderos y los Agentes de Policía Marítima harán observar las prevenciones de esta Ley, denunciando cuantas infracciones lleguen a su conocimiento.
 2. Las personas adscritas a la vigilancia de terrenos sometidos a régimen cinegético especial, o de la caza en general, que no formen parte de un Cuerpo Oficial de guardería, deberán hallarse en posesión del título de Guarda jurado, expedido por la autoridad gubernativa correspondiente, y tendrán en el ejercicio de su cargo la consideración de agentes auxiliares de la Guardia Civil y del Servicio de Pesca Continental, Caza y Parques Nacionales.
 3. Las Sociedades de Cazadores podrán solicitar el nombramiento de Guardas jurados de Caza, previas las pruebas de aptitud que reglamentariamente determine el Servicio de Pesca Continental, Caza y Parques Nacionales.
 4. Los Gobernadores civiles, a propuesta de las Sociedades de Cazadores colaboradoras, y previo informe del Servicio de Pesca Continental, Caza y Parques Nacionales, podrán nombrar Guardas Honorarios de Caza a personas de distinguida ejecutoria cinegética y probada moralidad cívico-social.
 5. Los Guardas de Caza deberán ostentar visiblemente los emblemas y distintivos de su cargo que reglamentariamente se determinen.
```

- Ley Orgánica 2/1986 de las Fuerzas y Cuerpos de Seguridad, en el artículo 4. y 51.2.

```
Artículo 4.
 
1) Todos tienen el deber de prestar a las Fuerzas y Cuerpos de Seguridad, el auxilio necesario en la investigación y persecución de los delitos en los términos previstos legalmente.

 
2) Las personas y entidades que ejerzan funciones de vigilancia, seguridad o custodia referidas a personal y bienes o servicios de titularidad pública o privada tienen especial obligación de auxiliar o colaborar en todo momento con las Fuerzas y Cuerpos de Seguridad.
```

```
Artículo 51.2.

En los municipios donde no exista Policía Municipal, los cometidos de estos serán ejercidos por el personal que desempeñe funciones de custodia y vigilancia de bienes, servicios e instalaciones, con la denominación de Guardas, Vigilantes, Alguaciles, o análogos.
```

## Funciones
En la actualidad, estos profesionales están inspeccionados y controlados por la Guardia Civil, sus funciones han ido adaptándose a los tiempos y legalmente podrán prestar servicios de seguridad en: plantas fotovoltaicas, parques eólicos, bodegas, granjas animales, montes públicos o privados, campings, hípicas, cooperativas agrícolas, Ayuntamientos y administración pública y en general las fincas rústicas y toda instalación que se encuentre en ellas. Estos servicios podrán ser prestados con armas de fuego si la delegación o subdelegación de gobierno lo autoriza.

## Categorías de funciones
- Funciones de seguridad: Sistemas de patrulla para la protección y seguridad de los bienes y disuasión de personas que pudieran cometer algún delito o infracción administrativa en las instalaciones o terrenos a vigilar. Intervenciones de control, detención y actuaciones en caso de delito, poniendo a disposición de las Fuerzas y Cuerpos de Seguridad del Estado a los delincuentes e instrumentos, efectos y pruebas de los delitos. Búsqueda de indicios delictivos.
- Funciones de naturaleza forestal: Prevención y ayuda a la extinción de incendios forestales, gestión forestal y medioambiental, vigilancia y seguridad.
- Funciones de naturaleza medioambiental: Velar contra todo tipo de delitos y especialmente contra los delitos en los recursos naturales y el medio ambiente y los relativos a la protección de la flora y fauna. Colaboración en la ejecución y seguimiento de planes técnicos medioambientales, el auxilio a los agentes de protección de la naturaleza en la conservación de los ecosistemas y de las especies de la flora, pesca y fauna silvestres.

## Contratación
El Guarda Rural es el único cuerpo según la ley 5/2014 de seguridad privada, junto a sus especialidades, que puede ejercer su actividad de forma autónoma sin pertenecer a ninguna empresa de seguridad, contratado por la administración pública, o directamente contratado particularmente, como viene reguladas en la leyes.
- Contrato laboral, celebrado entre la persona física o jurídica demandante del servicio y el Guarda Rural habilitado (encuadramiento en el Régimen General de la Seguridad Social).
- Contrato de arrendamiento de servicio de seguridad privada, celebrado entre la persona física o jurídica demandante del servicio, y el Guarda Rural que cuente con la condición de trabajador Autónomo por cuenta propia (encuadramiento en el Régimen Especial de Trabajadores Autónomos de la Seguridad Social).

•  Contratación por la propia administración pública.

## Formación
Los requisitos para poder realizar el examen de Guarda Rural, que periódicamente convoca el Servicio de Protección y Seguridad (SEPROSE) de la Dirección General de la Guardia Civil, son: 
- acreditar haber realizado un curso específico en un centro de formación para guardas rurales homologado por el Ministerio del Interior (Dirección General de la Guardia Civil)
- tener Educación Secundaria Obligatoria
- obtener un certificado médico oficial y un psicotécnico que especifiquen que el individuo se encuentra apto para la profesión
- carecer de antecedentes penales
- tener la nacionalidad de alguno de los Estados miembros de la Unión Europea
- ser mayor de edad.

DATOS DE INTERÉS DEL TEMARIO DE LOS GUARDAS RURALES Y SUS ESPECIALIDADES:
TEMAS COMUNES PARA TODAS LAS MODALIDADES DE GUARDAS RURALES
ÁREA JURÍDICA
Derecho Constitucional.
- Tema 1. La Constitución Española: Preámbulo. Título Preliminar. Título Primero: De los Derechos y Deberes Fundamentales (Artículos 15 al 19). Título II: De la Corona (Artículo 56). Título III: De las Cortes Generales (Artículo 66). Título IV: Del Gobierno y de la Administración (Artículos 97 y 98). Título VI: Del Poder Judicial (Artículo 117). Título VIII: De la Organización Territorial del Estado (Artículo 137).

Derecho Civil.
- Tema 2. Clasificación de los bienes. La propiedad. Usufructo: Usufructo en general. Servidumbres.

Derecho Penal.
- Tema 3. La infracción penal: Delitos y faltas, causas que eximen de la responsabilidad criminal, causas que atenúan la responsabilidad criminal, causas que agravan la responsabilidad criminal. Personas criminalmente responsables de los delitos y faltas.

- Tema 4. El homicidio y sus formas. Lesiones.

- Tema 5. Delitos contra la libertad: Detenciones ilegales y secuestros. Amenazas. Coacciones. Torturas y otros delitos contra la integridad moral. La omisión del deber de socorro.

- Tema 6. Delitos contra el patrimonio y contra el orden socioeconómico: Hurtos, robos, extorsión, usurpación, daños, receptación y conductas afines.

- Tema 7. Delitos sobre la ordenación del territorio. Delitos sobre el patrimonio histórico. Delitos contra los recursos naturales y el medio ambiente. Delitos relativos a la protección de la flora, fauna y animales domésticos.

- Tema 8. Delitos de incendios. Incendios forestales. Incendios en zonas no forestales. Incendios en bienes propios.

- Tema 9. Delitos menos graves anteriormente tipificados como «faltas penales contra las personas, el patrimonio, los intereses generales y el orden público».

Derecho Procesal Penal.
- Tema 10. La denuncia. La detención y derechos del detenido.

Derecho Administrativo Especial.
- Tema 11. Legislación sobre Patrimonio Natural y Biodiversidad: Protección de espacios. Espacios protegidos Red Natura 2000: Red Natura 2000, lugares de importancia comunitaria y Zonas Especiales de Conservación, Zonas de Especial Protección para las Aves, Declaración de las Zonas Especiales de Conservación y las Zonas de Especial protección para las Aves, Vigilancia y seguimiento. Otras figuras de protección de espacios.

- Tema 12. Vías pecuarias: Objeto, definición, naturaleza jurídica, tipos, conservación, creación, ampliación y restablecimiento. Desafectación y modificación del trazado. Ocupaciones y aprovechamiento en las vías pecuarias. Usos compatibles y complementarios. Infracciones.

- Tema 13. Reglamento de Epizootias. Definiciones. Circulación y transporte del ganado: Guía de origen y sanidad pecuaria, proceder en caso de que los ganados circulen sin guía, conducción por caminos, cañadas y veredas. Cartilla ganadera.

- Tema 14. Ley de Sanidad Animal: Obligación de comunicación de enfermedades de carácter epizoótico. Prevención de las enfermedades de los animales: Obligaciones de los particulares. Lucha, control y erradicación de enfermedades de los animales: Obligaciones de los particulares.

- Tema 15. Ley de Montes: Concepto de monte. Competencias de las Administraciones Públicas. Clasificación de los Montes. Régimen jurídico de los montes demaniales. Incendios forestales. Uso social del monte. Infracciones: Tipificación de las infracciones.

- Tema 16. Ley de Aguas: Objeto de la Ley. Dominio público hidráulico del Estado: Bienes que lo integran, cauces riberas y márgenes, lagos, lagunas, embalses y terrenos inundables, acuíferos, aguas procedentes de la desalación. Servidumbres legales. Usos comunes y privativos: Usos comunes, usos comunes especiales sujetos a autorización, formas de adquirir el derecho al uso privativo, extinción del derecho al uso privativo, usos privativos por disposición legal. Vertidos al dominio público hidráulico. Infracciones.

- Tema 17. Seguridad Privada: El personal de seguridad: Habilitación y formación. Funciones, deberes y responsabilidades: Colaboración con las Fuerzas y Cuerpos de Seguridad. Principios de actuación. Identificación. Custodia de armas y de sus documentos. Depósito de armas. Ejercicios de tiro. Pruebas psicotécnicas. Uniformes y distintivos. Funciones de los Guardas rurales. Arma reglamentaria. Utilización de perros. Actuación en caso de delito. Controles de acceso a inmuebles. Infracciones del personal de seguridad privada.

Materias adicionales incluidas en la Resolución de 30 de octubre de 2014, por la que se aprueba para el año 2015, el calendario y bases de las convocatorias de las pruebas de selección para Guardas Rurales y sus especialidades:
- Servicios de videovigilancia y de gestión de alarmas, previstos en la Ley 5/2014, de 4 de abril, de Seguridad Privada.
- Instalaciones de seguridad, verificación y comunicación de alarmas, así como formación del personal, previstos en la Orden INT/316/2011, de 1 de febrero, sobre funcionamiento de los sistemas de alarma en el ámbito de la seguridad privada.
- Principios de protección de datos, derechos de las personas y régimen sancionador, previstas en la Ley Orgánica 3/2018, de 3 de diciembre, de Protección de Datos Personales y garantía de los derechos digitales.
- Reglamento General de Protección de Datos 2016/679 del Parlamento Europeo y del Consejo, de 27 de abril de 2016, relativo a la protección de las personas físicas en lo que respecta al tratamiento de datos personales y su libre circulación (artículos 1, 4, 6, 7, 12 y 13).

ÁREA SOCIO-PROFESIONAL
- Tema 1. Deontología profesional: Principios de actuación, ética profesional, trato y relaciones con los ciudadanos. Apariencia externa.

- Tema 2. Relaciones con las Fuerzas y Cuerpos de Seguridad: Auxilio y colaboración, medios y métodos de enlace y comunicación. Menciones honoríficas.

- Tema 3. Régimen jurídico de los Guardas rurales: Cometidos, ámbito territorial de actuación, régimen laboral, documentación profesional. Órganos competentes para la gestión y control de la actuación profesional, formación, tenencia y uso de armas de los Guardas rurales.

- Tema 4. Primeros Auxilios.

ÁREA TÉCNICO-PROFESIONAL
- Tema 1. Medios de protección y prevención: Medios técnicos pasivos, seguridad física. Medios técnicos activos, seguridad electrónica. Control de accesos. La autoprotección: Técnicas de autoprotección.

- Tema 2. Identificación de personas: Técnicas de descripción de personas y cosas.

- Tema 3. La detención. Formalidades y procedimientos. Cacheos, registros y esposamientos. La conducción y custodia de detenidos.

- Tema 4. Recogida y protección de pruebas de infracciones delictivas o administrativas.

- Tema 5. Topografía: Elementos geográficos. Mapas, cartas, planos y croquis. El terreno: Principales accidentes del terreno. Curvas de nivel. Vertientes, divisorias y vaguadas. Métodos de orientación (GPS, brújula, …). Escalas. Coordenadas.

- Tema 6. Incendios forestales: Teoría del fuego, fases del fuego, causas de los incendios forestales, tipos de incendios, prevención, extinción, acciones.

ÁREA INSTRUMENTAL
- Tema 1. Aparatos técnicos de comunicación y orientación que puedan ser utilizados en la práctica del servicio: Radioteléfonos, emisoras, teléfono móvil.

- Tema 2. Manejo y conservación del arma: Interrupciones más frecuentes, conservación y limpieza. Técnicas de Tiro: Fundamentos básicos, postura de tiro, empuñamiento, toma de elementos de puntería, presión sobre el disparador, errores más frecuentes. Normas de seguridad en su manejo.

- Tema 3. Técnicas de empleo de la defensa. Característica de la defensa. Casuística de su utilización.

ÁREA DE PRÁCTICAS
- Montar y desmontar el arma.
- Tiro de Instrucción. Prácticas de fuego real con las armas reglamentarias.
- Defensa personal.
- Detección y cacheos.
- Confección de planos y croquis.
- Denuncias: Redacción, contenido, presentación de las mismas.
- Redacción de otros documentos: Informes, partes, notas informativas, libros- registros.
- Primeros auxilios.
- Educación Física

TEMAS EXCLUSIVOS PARA LA ESPECIALIDAD DE GUARDAS DE CAZA
ÁREA JURÍDICA
Ley y Reglamento de Caza.
- Tema 1. Finalidad. Acción de cazar. El cazador. Las piezas de caza. Las armas de caza.

- Tema 2. Terrenos cinegéticos. Clasificación. Terrenos cinegéticos de aprovechamiento común. Terrenos cinegéticos de aprovechamiento especial. Caza en Parques Nacionales. Refugios de caza. Reservas nacionales de caza. Zonas de seguridad.

- Tema 3. Terrenos sometidos a régimen de caza controlada. Cotos de caza. Terrenos cercados. Protección de los cultivos.

- Tema 4. Propiedad de las piezas de caza.

- Tema 5. Vedas y otras medidas protectoras.

- Tema 6. Caza con fines industriales y comerciales.

- Tema 7. Perros y caza. Aves anilladas. Monterías.

- Tema 8. Limitaciones y prohibiciones dictadas en beneficio de la caza. Conducción y suelta de piezas de caza.

- Tema 9. Responsabilidad por daños. Inclusión de medidas de evitación de los daños por parte de las especies cinegéticas. Las medidas de autoprotección, el control poblacional, el papel de los predadores en el control de las especies dañinas, la valoración y peritación de los daños.

- Tema 10. Licencias de caza. Matrículas y precintos.

- Tema 11. Cuidado y policía de la caza. Delitos y faltas a la Ley de Caza. Infracciones administrativas: Definición, clasificación y sanciones. Competencia y procedimiento sancionador.

- Tema 12. Comisos y retirada de armas.

- Tema 13. Seguro obligatorio y seguridad en las cacerías.

- Tema 14. Ley del Patrimonio Natural y de la Biodiversidad. Conservación de la biodiversidad. Conservación in situ de la biodiversidad autóctona silvestre: Garantía de conservación de especies autóctonas silvestres, prohibiciones para las especies incluidas en el Listado de Especies Silvestres en Régimen de Protección Especial.

- Tema 15. Catálogo Español de Especies Amenazadas, efectos de la inclusión en el Catálogo Español de Especies Amenazadas, excepciones. Protección de las especies en relación con la caza y la pesca continental.

- Tema 16. Infracciones: Tipificación y clasificación de las infracciones.

- Tema 17. Catálogo Español de Especies Exóticas Invasoras, efectos de la inclusión en el Catálogo de Especies Exóticas Invasoras, identificación de las mismas, medidas de control, el papel de la caza en el control de las especies exóticas invasoras.

- Tema 18. La actividad del silvestrismo, regulación legal europea, nacional y autonómica. Directrices técnicas para la captura de especies.

Ley y Reglamento de la Pesca Fluvial:
- Tema 19. Especies objeto de pesca. Dimensiones mínimas.

- Tema 20. Vedas. Prohibiciones por razón de sitio. Redes, artificios y procedimientos de pesca prohibidos.

- Tema 21. Concepto jurídico de la pesca. Licencias. Guardería.

- Tema 22. Procedimiento y sanciones: Competencia. Denuncias. Infracciones.

ÁREA TÉCNICO-PROFESIONAL
- Tema 1. Caza menor. Caza mayor.

- Tema 2. Modalidades de caza: En caza mayor, caza menor, aves acuáticas, cetrería, tradicionales.

- Tema 3. Armas de caza: Tipos, calibres y municiones.

- Tema 4. Los predadores.

- Tema 5. Especies cinegéticas: Morfología y biología, necesidades, hábitat, enfermedades. Distribución geográfica, dinámicas poblacionales, temporalidad, cría en cautividad, control de poblaciones, suelta y repoblación.

- Tema 6. Federaciones y sociedades de cazadores. Características. Reglamentación. Funcionamiento

ÁREA DE PRÁCTICAS
Prácticas de campo en finca natural o fluvial.
Confección de denuncias de caza, pesca e infracciones medioambientales.
TEMAS EXCLUSIVOS PARA LA ESPECIALIDAD DE GUARDA PESCAS MARÍTIMOS
ÁREA JURÍDICA
- Tema 1. Pesca marítima de recreo. Ámbito de aplicación. Autorizaciones administrativas. Volumen de capturas. Competiciones deportivas. Aparejos y utensilios para la pesca en superficie. Arpones autorizados en la pesca submarina. Declaración de desembarque. Tallas mínimas. Especies prohibidas. Prohibiciones. Especies sometidas a medidas de protección diferenciada. Infracciones y sanciones.

- Tema 2. Ley de costas. Objeto y finalidades de la Ley. Bienes de dominio público marítimo-terrestre. Limitaciones de la propiedad sobre los terrenos contiguos a la ribera del mar por razones de protección del dominio público marítimo-terrestre. Utilización del dominio público marítimo terrestre. Infracciones y sanciones. Competencias administrativas.

ÁREA TÉCNICO-PROFESIONAL
- Tema 1. Especies piscícolas: Biología. Hábitos de comportamiento. Distribución geográfica en el ámbito nacional y regional.

- Tema 2. Hábitat de las especies piscícolas. Procedimientos de mejora del hábitat. Poblaciones, dinámica de poblaciones. Control y seguimiento: Técnicas. Gestión de las especies piscícolas.

- Tema 3. Enfermedades de las especies piscícolas. Tratamientos. Procedimientos de vigilancias, protección y captura de especies piscícolas. Especies depredadoras y competidoras. Control. Equipos y medios.

- Tema 4. Modalidades de pesca: Características. Artes de pesca artesanal, industrial y deportiva. Uso de la caña. Redes. Artificios y procedimientos de pesca prohibidos. Prohibiciones: Temporales, absolutas y por razón del lugar, distancias, plazos, pesca en canales, cauces de derivación. Licencias. Cotos. Permisos.

- Tema 5. Federaciones y sociedades de pescadores. Características. Reglamentación. Funcionamiento. Cofradías. Concepto. Funciones. Órganos representativos.

- Tema 6. Pesca marítima: Artes y métodos de pesca. Tallas mínimas de captura y consumo.

- Tema 7. La acuicultura marítima: Generalidades. Zonas de explotación. Cultivo de peces. Cultivo de moluscos. Cultivo de crustáceos.

- Tema 8. Reservas marinas. Características y situación de las reservas marinas de España.

ÁREA DE PRÁCTICAS
- Prácticas en medio marítimo u otro espacio acuícola.

## Armas de Fuego y Medios de defensa
Según la Orden del 15 de febrero de 1997 por el cual se regulan las armas de fuego específicas de los guardas particulares del campo, establece las armas largas rayadas de repetición de cartuchería metálica de los calibres 6,35, 7,65, 9 mm corto, 9 mm parabellum, 9 mm largo, 22LR, 22 Magnum, 38 especial y 357 Magnum. Además los Guardas Rurales deben poseer una  defensa de goma semirríga de 50 centímetros de longitud y unos grilletes de manilla, además la Dirección General de la Guardia Civil podrá autorizar otros medios defensivos requeridos por motivos relacionados en base a condiciones que lo requieran.